# テープライブラリ

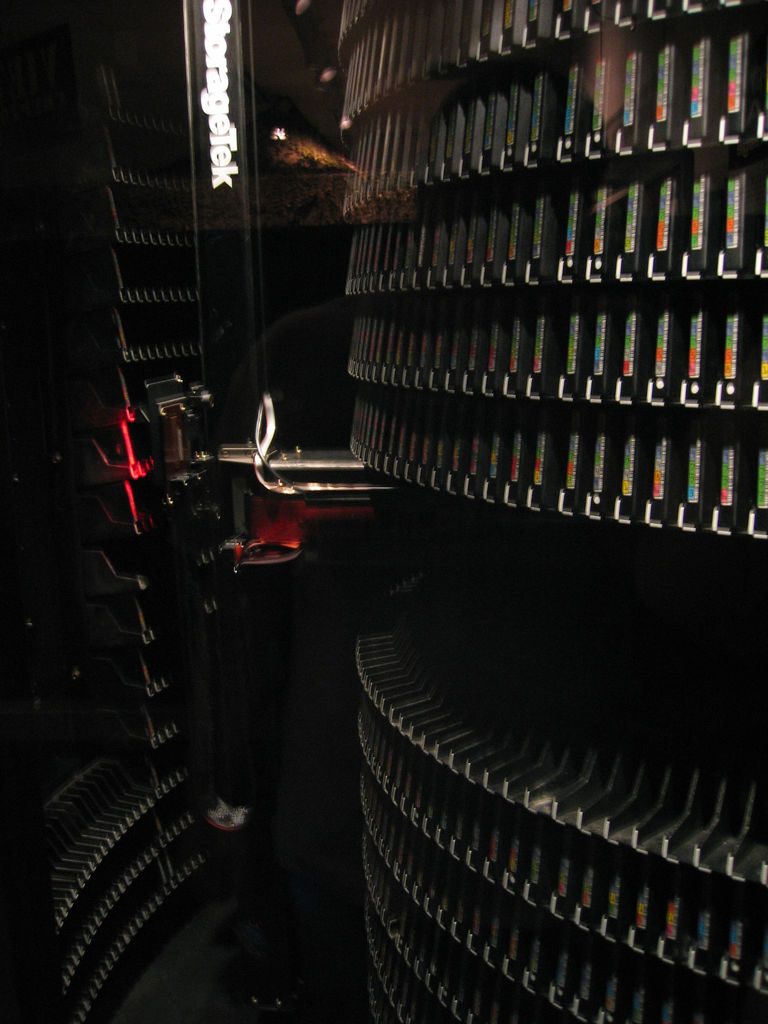
大規模テープライブラリ（StorageTek 9310 Powderhorn）。バーコード付きのテープカートリッジが並んでいる。後方にロボットアームが見える。

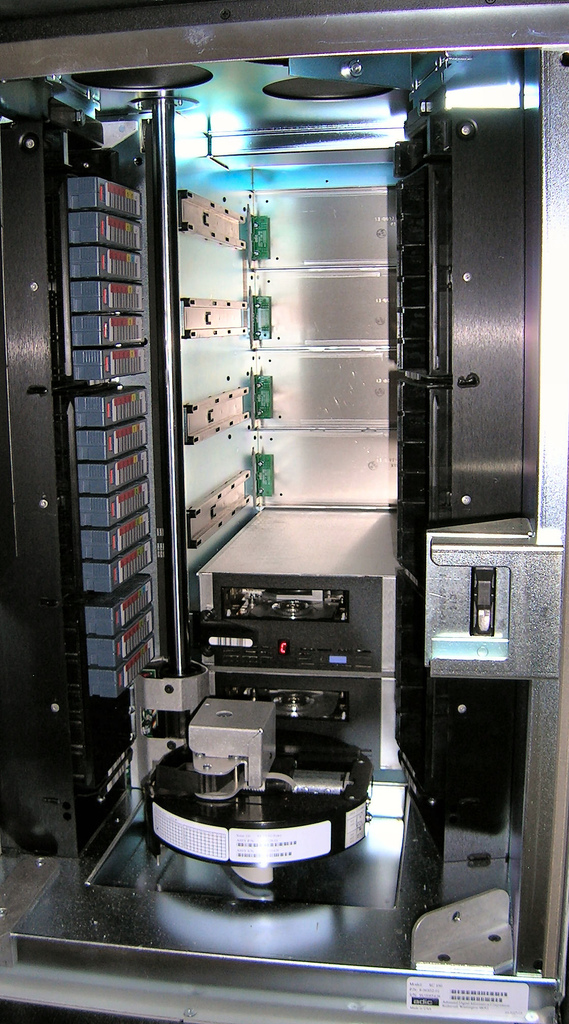
小規模テープライブラリ(ADIC Scalar 100)。下にロボットがあり、その背後に2台のIBM LTO2テープドライブがある。その上にテープドライブを4台増設可能。テープカートリッジは左の棚にある。

テープライブラリ（英: Tape Library）とは、1台以上のテープドライブと､〜数万個のテープメディアを格納するスロットと、バーコードリーダーでテープカートリッジを識別してテープドライブにセットするロボットを持つ外部記憶装置。テープサイロ (Tape Silo)、テープロボット (Tape Robot)、テープジュークボックス (Tape Jukebox) とも呼ばれる｡ 最小の構成､ロボット機構とテープドライブ1台だけを持つものはオートローダーと呼ばれることもある｡

## 特性・用途
非常に大容量のデータを格納でき、60テラバイト程度から、800ペタバイト以上まで対応したものもある(2015年現在)。ハードディスクドライブのみで構成されるネットワークアタッチトストレージの容量の10倍〜数万倍にあたる。小型のものは約1万ドル、ハイエンド製品では7万ドル〜10万ドルを超えるものもある。大規模なデータセンターでは、ハイエンド製品を複数台使い､数万本以上のテープカートリッジを運用している例もある。
カートリッジの移動を伴うため､データアクセスまでに時間を要する事が難点である(搬送に数秒〜数十秒を要する)が、以下利点がある。
- ディスクストレージと比較して、容量あたりのコスト､電力消費、発熱量が低い
- 大量のデータへ体系的なアクセスを提供できる
- 軽微な作業で容量を拡張できる (空きスロットにカートリッジを追加で投入するだけ)

このような特性から主にデータのバックアップやアーカイブに使用される。後者の例は下記である。
- 映画会社などの映像アーカイブ
- 法令遵守のためのデータ保管 (取引記録を後で監査できるようにするため)
- 研究機関における大量の計測データ保管[5]
- 過去の重要な記録の(保管期限の無い、半永久的な)長期保管

データや参照頻度の低いデータを格納する方式として階層型ストレージ管理があるが、これを構成するハードウエアコンポーネントの一部として利用されることもある。

## 性能指標
テープライブラリの重要な性能指標の一つにマウント性能がある。これはカートリッジをテープドライブにマウントするまでの所要時間であり、1時間辺りのマウント回数:Mounts Per Hourや平均移動時間などで定義される。マウント性能が高いほど､実効的な転送速度は向上する。
インベントリー時間、カートリッジ/ドライブ格納数、ロボットや電源の冗長化機能の有無、フレームの拡張性なども重要である。

## バーコードラベル
カートリッジに貼られたバーコードラベルをスキャンする事で､その格納位置を把握し､ソフトウェアに通知する。
市販バーコードラベルを購入しても良いが､カートリッジ発注時にラベル情報(Volume ID)を指定するラベリングサービスを利用しても良い。HP DLT 4000 Barcode Labels のようなソフトで自前で作成も可能である。
ラベル情報のほかに､メディアタイプ識別のための情報(Media ID)､印字品質､貼り付け位置や向き等々にも配慮する必要がある（Oracle Barcode Label Technical Brief）。
注意点: 異なるメディアタイプのラベルを使用しない(LTO-4用のラベルはLTO-5カートリッジに使用しない等)｡ ラベルが剥がれ落ちると障害を誘発する危険がある為、一度剥がれて粘着力の落ちたラベルの再利用は避ける。

## ソフトウェアサポート
バックアップソフト､階層型ストレージ管理ソフト、LTFS-LE (Linear Tape File System Library Edition)など、大規模ライブラリをサポートする商用の管理パッケージがある。オープンソースにも、AMANDA、Bacula､OpenArchive などがある。Linuxではmtxコマンドを利用することで､ロボットの操作が可能である｡

## 仮想テープライブラリ
仮想テープライブラリ（英語: Virtual Tape Library）はHDDなどで構築されたディスクアレイを仮想的にテープライブラリとして扱えるようにしたものである。テープ用に設計したシステム資産に変更を加えること無く､ディスクの利点を享受できる利点がある。例えば、ランダムアクセス性能が向上するためファイル単位でのリストアが可能になる、テープのメンテナンスが不要になるといったものである。